# Echeandia smithii
Echeandia smithii är en sparrisväxtart som beskrevs av Robert William Cruden. Echeandia smithii ingår i släktet Echeandia och familjen sparrisväxter. Inga underarter finns listade i Catalogue of Life.